# Tarik ibn Zijad
Tarik ibn Zijad (arabsko طارق بن زياد‎, Ṭāriq ibn Ziyād) je bil berberski omajadski general, ki je na čelu arabske vojske začel osvajanje vizigotske Hispanije, sedanje Španije in Portugalske, * 670, Magreb, † 719, Damask.
Leta 711 je veliko vojsko iz severne Afrike povedel preko Gibraltarskega preliva in se utrdil v sedanjem Gibraltarju. Ime "Gibraltar" je španska različica njegovega arabskega imena Džebel al-Tarik (جبل طارق), ki pomeni "Tarikov hrib".

## Poreklo
Srednjeveški arabski zgodovinarji kontradiktorno opisujejo njegovo narodnost in poreklo. Nezanesljivih je tudi nekaj podatkov o njegovi osebnosti in okoliščinah prihoda na Iberski polotok. Velika večina sodobnih avtorjev meni, da je bil Berber mawla Muse ibn Sajida, omajadskega guvernerja Ifrikije (Afrike).

## Zgodovina
Po pisanju Abd al-Hakama (803-871) je Musa ibn Musair po osvojitvi Tangerja leta 710-711 za njegovega guvernerja imenoval Tarika. Bližnje vizigotsko oporišče Ceuta pod poveljstvom Julijana, grofa Ceute, je ostalo neosvojeno. 
Ko je na oblast v Španiji prišel Roderik, je Julijan po ustaljeni navadi poslal svojo hčerko Florindo la Cava v šolo na dvor vizigotskega kralja. Roderik naj bi jo posilil, kar je Julinana tako razburilo, da se je odločil z muslimansko pomočjo uničiti Vizigotsko kraljestvo. S Tarikom se je dogovoril, da bo čez Gibraltarski preliv prepeljal musimansko vojsko, saj je imel v lasti številne trgovske ladje in svoje utrdbe v Španiji.
26. aprila 711 ali približno takrat se je Tarikova vojska, sestavljena iz nedavnih spreobrnjencev v islam, izkrcala na Iberskem polotoku. Vojska se je izkrcala ob vznožju hriba, ki se je po Tariku poimenoval Džebel al-Tarik (Gibraltar).
Tarikova vojska je štela okoli 7.000 vojakov, večinoma Berberov in nekaj Arabcev. Roderik naj bi za protinapad zbral vojsko 100.000 mož, resnično število pa je bilo mnogo manjše. Večini njim zveste vojske so poveljevali sinovi Vitize, ki ga je Roderik brutalno odstavil. Sledila je odločilna bitka pri Guadaleti 19. julija 711, v kateri je bil Roderik poražen in ubit.
Ṭarik je svojo vojsko razdelil na štiri divizije, ki so nato pod Mugit al-Rumijevim poveljstvom zavzele Córdobo, Granado in druga mesta, medtem ko je sam ostal na čelu divizije, ki je zavzela Toledo. Nato je nadaljeval pohod proti severu in dosegel Guadalajaro in Astorgo. Ṭarik je bil do prihoda Muse leto pozneje de facto guverner Hispanije. Ṭarikovi uspehi so spodbudili Muso, da je zbral 18.000 večinoma arabskih vojakov za drugo invazijo na Hispanijo, v kateri sta Tarik in Musa v nekaj letih zavzela dve tretjini vizigotskega Iberskega polotoka.
Tarik in Musa sta se morala na ukaz omajadskega kalifa Al-Valida leta 714 vrniti v Damask, kjer sta preživela ostanek svojega življenja. Musov sin Abd al-Aziz, ki je prevzel poveljstvo muslimanske vojske v Al Andaluzu, je bil leta 716 umorjen.
V veliko arabskih zgodbah o osvajanju južne Španije je veliko različnih pripovedi o odnosih med Tarikom in Muso. Nekatere govorijo o Musini zavisti, ker je njegov osvobojenec osvojil celotno deželo. Druge tega ne omenjajo ali slabo voljo omilijo. Zgodnji zgodovinar al-Baladhuri, ki je pisal v 9. stoletju, navaja samo to, da je Musa napisal Tariku "ostro pismo" in da sta se kasneje pobotala.

## Govor
Ahmed Mohamed al-Makkari, zgodovinar iz 16. stoletja, v svojem delu Dih parfumov pripisuje Tariku dolg govor njegovi vojski pred bitko pri Guadaleti.

### Primarni viri
- Pascual de Gayangos y Arce. The History of the Mohammedan Dynasties in Spain. vol. 1. 1840. English translation of al-Maqqari.
- Ahmad ibn Yahya al-Baladhuri|al-Baladhuri. Kitab Futuh al-Buldan, anglški prevod Phillip Hitti v The Origins of the Islamic State (1916, 1924).
- Anon., Akhbār majmūa fī fath al-andalūs wa dhikr ūmarā'ihā. ur. E. Lafuente y Alcantara, Ajbar Machmua, Coleccion de Obras Arabigas de Historia y Geografia, vol. 1, Madrid, 1867.
- Anon., Chronicle of 754|Mozarab Chronicle.
- Ibn Abd al-Hakam. Kitab Futuh Misr wa'l Maghrib wa'l Andalus. Critical Arabic edition of the whole work published by Charles Cutler Torrey. Yale University Press, 1932.
- Enrique Gozalbes Cravioto. "Tarif, el conquistador de Tarifa". Aljaranda, 30 (1998).
- Muhammad al-Idrisi. Kitab nuzhat al-mushtaq (1154). Critical edition of the Arabic text: Opus geographicum: sive "Liber ad eorum delectationem qui terras peragrare studeant." (ed. Bombaci, A. et al., 9 Fascicles, 1970–1978). Istituto Universitario Orientale, Naples. French translation: Jaubert, P. Amédée, ur. (1836–1840). Géographie d'Édrisi traduite de l'arabe en français d'après deux manuscrits de la Bibliothèque du roi et accompagnée de notes (2 Vols). Prevod: Jaubert, P. Amédée. Pariz: L'imprimerie Royale.
- Ibn Taghribirdi. Nujum al-zahira fi muluk Misr wa'l-Qahira. Partial French translation by E. Fagnan, "En-Nodjoum ez-Zâhîra. Extraits relatifs au Maghreb." Recueil des Notices et Mémoires de la Société Archéologique du Département de Constantine, v. 40, 1907, 269–382.
- Ibn Khallikan. Wafayāt al-aʿyān wa-anbāʾ abnāʾ az-zamān. English translation by M. De Slane, Ibn Khallikan's Biographical dictionary, Oriental Translation Fund of Great Britain and Ireland, 1843.
- Ibn Idhari. Al-Bayan al-Mughrib|Kitāb al-bayān al-mughrib fī ākhbār mulūk al-andalus wa'l-maghrib. Arabic text ed. G.S. Colin & E. Lévi-Provençal, Histoire de l'Afrique du Nord et de l'Espagne intitulée Kitāb al-Bayān al-Mughrib, 1948.

### Sekundarni viri
- Abun-Nasr, Jamil M. (1993). A History of the Maghrib in the Islamic Period. Cambridge University Press. ISBN 9780521337670.
- Collins, Roger (1995) [1989]. The Arab Conquest of Spain: 710 - 797. Wiley. ISBN 978-0-631-19405-7.
- Djait, Hichem (2008). تأسيس الغرب الإسلامي (v arabščini) (2. izd.). Beirut: دار الطليعة. ISBN 978-9953410876.
- Ivan Van Sertima (1992). Golden Age of the Moor. ISBN 9781412815369. Pridobljeno 23. avgusta 2012.
- Kennedy, Hugh (1996). Muslim Spain and Portugal: A Political History of al-Andalus. Routledge. ISBN 9781317870418.
- Nicolle, David (2009). The Great Islamic Conquests AD 632–750. Bloomsbury Publishing. ISBN 9781846032738.
- Reilly, Bernard F. (2009). The Medieval Spains. New York: Cambridge University Press. ISBN 978-0-521-39741-4.